# حفار المنازل القديمة
حفار المنازل القديمة أو حفار المنازل الأوروبي أو قرنبي الأعمدة أو خفساء المنازل طويلة القرون (الاسم العلمي: Hylotrupes bajulus)، جنس أحادي النمط من خنافس الخشب المنتمية إلى فصيلة خنافس طويلة القرون. وهو الجنس الوحيد في قبيلة حفاراوات المنازل القديمة (Hylotrupini).

## التوزيع
هذا النوع مهدهُ أوروبا، وانتشر في منتجات الأخشاب، أصبح له الآن توزيع عالمي، بما في ذلك جنوب إفريقيا وآسيا والأمريكتين وأستراليا وجزء كبير من أوروبا والبحر الأبيض المتوسط.